# Raivuna albostriata
Raivuna albostriata är en insektsart som först beskrevs av Rauno E. Linnavuori 1962.  Raivuna albostriata ingår i släktet Raivuna och familjen Dictyopharidae. Inga underarter finns listade i Catalogue of Life.